# دایچی ماتسویاما
دایچی ماتسویاما (انگلیسی: Daichi Matsuyama؛ زادهٔ ۱۱ ژانویهٔ ۱۹۷۴) بازیکن فوتبال اهل ژاپن است.
از باشگاه‌هایی که در آن بازی کرده‌است می‌توان به باشگاه فوتبال کونسادول ساپورو اشاره کرد.